# Geotrogus normandi
Geotrogus normandi är en skalbaggsart som beskrevs av Henri de Peyerimhoff 1949. Geotrogus normandi ingår i släktet Geotrogus och familjen Melolonthidae. Utöver nominatformen finns också underarten G. n. aridulus.